# Rahman Çağıran
Rahman Buğra Çağıran (Gümüşhane, 1º gennaio 1995) è un calciatore turco, centrocampista svincolato.

## Carriera

### Club
Ha giocato nella prima divisione turca.

### Nazionale
Ha giocato nelle nazionali giovanili turche Under-17, Under-18 ed Under-20.

## Palmarès

### Club

#### Competizioni nazionali
- TFF 1. Lig: 1

Hatayspor: 2019-2020